# قاچاق کرم (آغ‌استفا)
قاچاق کرم (به لاتین: Qaçaq Kərəm، تا ۱۹۹۲ اوراق-چکیج Oraq-Çəkic) یک منطقه مسکونی در جمهوری آذربایجان است که در شهرستان آغ‌استفا واقع شده‌است.